# 鲁利姆·夏科洛斯
鲁利姆·夏科洛斯（Rlim Shaikorth）是克苏鲁神话中的旧日支配者之一，首次出现在克拉克·A·史密斯的小说《白蠕虫来袭》（The Coming of the White Worm）中。
鲁利姆·夏科洛斯的形象是一条有着巨型胃囊的白色蠕虫，如象海豹般大小，在应该是眼睛的部位只有两个眼窝，其中不断滴下如眼球般大小的红色血块，头部中央有着无齿无舌的大口。出现在史密斯的希柏里尔系列小说之中。
白之蠕虫居住在来自异次元、名为伊基尔斯（Yikilth）的巨大冰山之中，并控制着它横渡海洋。冰山闪耀的光芒会化成骇人的寒潮，袭击过往船只和有人居住的陆地，除蠕虫允许生存的生物之外，一切都被冻僵。受害者的躯体会显出诡异的白色，而且永远保持不自然的冰冷，即使用火烤也不会解冻。
鲁利姆·夏科洛斯会挑选一些拥有很高智识的魔法师作它的仆从，在它身边侍奉，并等待这些人与自己的肉体同调，那时就将其捕食，并将他们的灵魂与自己的灵魂完全融为一体，彻底支配这些灵魂。但当它睡觉的时候，牺牲者的灵魂又会取回自我。鲁利姆·夏科洛斯对此并不关心。
魔法书《伊波恩之书》中有着关于鲁利姆·夏科洛斯的记载。